# Rochester, New Hampshire

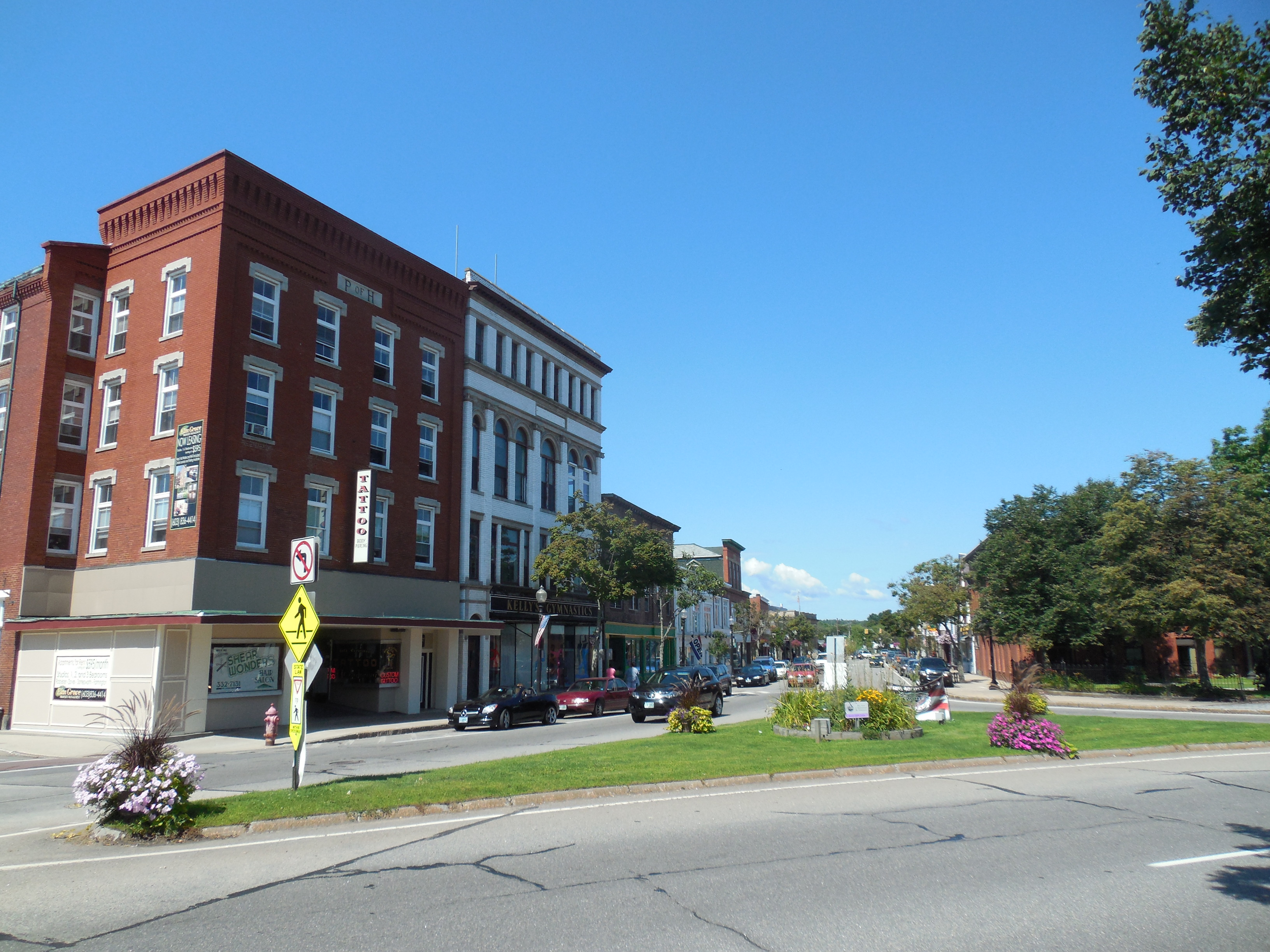

Rochester, New Hampshire là một thành phố thuộc quận trong tiểu bang New Hampshire, Hoa Kỳ. Thành phố có diện tích km2, dân số theo điều tra năm 2000 của Cục điều tra dân số Hoa Kỳ là 29.752 người.
Thành phố bao gồm các làng Đông Rochester và Gonic. Rochester là nơi có sân bay Skyhaven và hội chợ Rochester tổ chức hàng năm.